# Залізна людина 3
«Залізна людина 3» (англ. Iron Man 3) — художній фільм режисера Шейна Блека, оснований на однойменних коміксах видавництва Marvel Comics. Фільм став третім «власним» в серії фільмів про супергероя Залізну людини, четвертим, в якому Старк бере активну участь як герой, і сьомим у рамках кінематографічного всесвіту Marvel, фільми яких об'єднує загальна сюжетна лінія. Головну роль, як і в попередніх частинах, зіграв Роберт Дауні-молодший.

## Сюжет
У Швейцарії 1999 року Молодий Тоні Старк на новорічній вечірці знайомиться з дівчиною на ім'я Майя Гансен, яка винайшла «Екстреміс» — технологію регенерації тканин. На шляху в номер Майї пара зустрічає Олдріча Кілліана — ученого-інваліда та затятого прихильника діяльності Тоні, який запрошує їх обох у свою компанію А. І. M. (Агентство Інноваційної Механіки). Старк призначає йому зустріч на даху, але не приходить, бо проводить ніч з Майєю. За обман Кілліан, що простояв на даху всю ніч, переймається ненавистю до мільярдера.
У сучасності Тоні мучать кошмари і тривога після вторгнення інопланетян в Нью-Йорку. Через це він створює безліч нових костюмів, включаючи модель Mark 42 — автономний бронекостюм, керований дистанційно. Поведінка Старка вносить напруженість у його відносини з Пеппер Поттс. Продовжуючи керувати компанією Старка, Пеппер несподівано зустрічає видужалого Кілліана, який пропонує співпрацю. Вона відмовляється, вважаючи, що його розробки можуть стати зброєю. В цей час міжнародний терорист, який називає себе Мандарином, влаштовує серію вибухів невідомої природи, спрямованих проти США. В результаті одного з них впадає в кому Геппі Хоган, який обіймає посаду начальника служби безпеки Старк Індастріз. Розлючений Старк кидає виклик Мандарину по телебаченню. Терорист не зволікає, відповівши атакою озброєних ракетами вертольотів на особняк Тоні. Пеппер і Майя Гансен, що прийшла з попередженнями незадовго до нападу, рятуються завдяки тому самому Mark 42, в який Тоні одягнув Пеппер дистанційно. Як тільки жінки опинилися в безпеці, Старк в костюмі дає відсіч нападникам. Та під уламками особняка він падає в море і всі вважають його загиблим.
Джарвісу вдається врятувати Старка і запрограмувати його костюм на політ до містечка в штаті Теннессі. Саме туди супергерой планував вирушити перед нападом, щоб розслідувати один з терактів Мандарина. Отямившись, Старк дізнається, що заряду костюма бракує для зворотної подорожі. Він добирається до найближчого будинку, де зустрічає 10-річного хлопчика Гарлі, який показує Тоні місце вибуху. Старк виявляє, що всі ці вибухи були наслідком впливу на людей Екстреміса, нестабільність якого може викликати потужний вибух. Агенти Мандарина — колишні військові, які отримали суперздібності від Екстреміса, атакують Старка, але той перемагає їх і без свого костюма. Джарвіс відстежує Мандарина до його штабу в Маямі, куди Тоні проникає за допомогою зібраної ним імпровізованої зброї. Там він знаходить Мандарина, але той виявляється актором-наркоманом, найнятим Кілліаном для ролі міжнародного злочинця. Вчений використовував розробки Майї Гансен, щоб вилікувати ветеранів-інвалідів, отримавши тим самим армію суперсолдатів. Старка захоплюють у полон, і Олдріч демонструє, що це він викрав Пеппер Поттс і піддав її дії Екстреміса, щоб змусити Тоні виправити нестабільність препарату. Лиходій вбиває Майю, коли вона намагається перешкодити йому.
У цей же час друг Тоні полковник Джеймс Роудс, що став урядовим супергероєм Залізним патріотом, розшукує Мандарина за дорученням президента. Але його захоплює Ерік Савін, помічник Олдріча, щоб заволодіти його костюмом і викрасти президента США. Старк втікає з полону з допомогою власного костюма, який все-таки зарядився, і об'єднується з Родсом, щоб перешкодити Савіну викрасти президента. Залізній людині вдається вбити Савіна, але не запобігти викраденню. Тоні й Родс прибувають на базу лиходія, де той планує стратити президента в прямому ефірі, і замінити його віце-президентом, який співпрацює з Олдрічем заради зцілення доньки.
Старк дистанційно викликає всі свої костюми, керовані Джарвісом, якими атакує терористів. Роудс визволяє президента, а Тоні вступає в сутичку з Олдрічем, що використовує свої пірокінетичні здібності від Екстреміса. В ході битви Пеппер падає прямо в центр вибуху. Залізна людина ловить лиходія в пастку всередині свого костюма Mark 42, який підриває. Попри це Кілліан виживає і оголошує, що є істинним Мандарином, проте в цей момент з'являється Пеппер, яка вижила завдяки регенерації від Екстреміса, і кидає в лиходія бомбу, яка розриває Кілліана на шматки.
Після перемоги Старк знищує всі свої костюми, виліковує Пеппер, дякує Гарлі, модернізуючи його майстерню в гаражі, а також зважується на операцію з витягання шрапнелі з грудей, яка змушувала його носити електромагніт. Він викидає більше непотрібний реактор в море, певний, що назавжди залишиться «залізною людиною», незважаючи ні на що.
У сцені після титрів з'ясовується, що Тоні переказував усі ці події доктору Брюсу Беннеру, імітуючи сеанс психотерапії, але Брюс заснув незабаром після початку.

## У ролях
| Актор                   | Роль                            |
| ----------------------- | ------------------------------- |
| Роберт Дауні (молодший) | Ентоні Старк / Залізна людина   |
| Гвінет Пелтроу          | Вірджинія Поттс                 |
| Дон Чідл                | Джеймс Роудс / Залізний Патріот |
| Гай Пірс                | Олдріч Кілліен                  |
| Ребекка Голл            | Майя Хансен                     |
| Тай Сімпкінс            | Харлі Кінер                     |
| Джеймс Бедж Дейл        | Ерік Савін                      |
| Джон Фавро              | Геппі Гоган                     |
| Бен Кінгслі             | Тревор Слеттері                 |
| Пол Беттані (голос)     | Д.Ж.А.Р.В.І.С.                  |
| Вільям Седлер           | президент Елліс                 |
| Мігель Феррер           | віце-президент Родрігес         |
| Дженна Ортега           | донька Родрігеса                |
| Дейл Діккі              | місіс Девіс                     |
| Марк Руффало            | Брюс Баннер / Неймовірний Халк  |
| Стен Лі                 | камео                           |

## Український дубляж
Фільм дубльовано на студії «Le Doyen» на замовлення «Disney Character Voices International» у 2013 році.
- Режисер дубляжу: Ольга Фокіна
- Переклад і автор синхронного тексту: Сергій SKA Ковальчук
- Творчий консультант: Maciej Eyman
- Мікс-студія: Shepperton International

Ролі дублювали:
- Олег Лепенець — Тоні Старк/Залізна людина
- Ірина Ткаленко — Вірджинія «Пеппер» Поттс
- Роман Семисал — Олдріч Кілліен
- Дмитро Вікулов — Джеймс «Роуді» Роудс/Залізний патріот
- Катерина Качан — Майя Хансен
- Юрій Висоцький — Тревор Слеттері/Мандарин
- Олександр Печериця — Джарвіс
- Максим Чумак — Харлі Кінер
- Євген Пашин — Хепі Хоґан

А також: Дмитро Чернов, Роман Чорний, Володимир Кокотунов, Лариса Руснак, Юлія Перенчук, Вікторія Хмельницька, Ігор Щербак, Олег Хілінський, Сергій Солопай, Кирило Нікітенко, Катерина Башкіна-Зленко, Анна Суздаль-Сагайдачна, Марія Єременко, В'ячеслав Дудко, Юрій Сосков та інші.

## Створення
Президент компанії Marvel Studios Кевін Фейдж виявився задоволений результатами фільму «Залізна людина 2» і після закінчення прокату пообіцяв, що третя частина вийде у світ в 2013 році: «Ми уклали контракт на знімання з Робертом Дауні-молодшим, і зробимо справу після „Месників“». Режисер попередніх двох фільмів Джон Фавро розповів, що можливим лиходієм в третьому фільмі стане Мандарин, але додав, що в цьому випадку його образ буде переглянутий і буде відрізнятися від коміксної, оскільки на екрані не просто показати десять магічних кілець, бо в світі Тоні Старка, все засновано на високих технологіях, а не на магії. На Comic Con-i в 2012 році стало відомо, що Мандарин у виконанні Бена Кінґслі буде головним противником Залізної людини.
Після виходу «Залізної людини 2» і конфлікту із студією Paramount Pictures, яка раніше придбала права на дистрибуцію декількох картин, але після придбання Marvel Entertainment компанією The Walt Disney Company всі наступні фільми повинні виходити під їх егідою. Це призвело до того, що підготовка до виробництва третього фільму застопорилася. Однак, 18 жовтня 2010 Walt Disney і Paramount дійшли консенсусу, і Walt Disney заплатили студії $ 115 млн за права на розповсюдження прийдешніх «Месників» і готується «Залізної людини 3». Восени 2010 Disney оголосили дату релізу картини — 3 травня 2013; в той же час Джон Фавро розповів, що відмовився від режисерського крісла третьої частини, віддавши перевагу зайнятися фільмом «Magic Kingdom». Він залишився виконавчим продюсером «Месників», режисером яких виступив Джосс Уідон. Режисером «Залізної людини 3» став Шейн Блек, раніше відомий своєю роботою над чорною комедією «Поцілунок навиліт», де одну з головних ролей зіграв Дауні-молодший. Сценаристом виступить Дрю Пірс.
У акторський склад увійшли Роберт Дауні-молодший, який зіграв Тоні Старка у всіх попередніх фільмах кінематографічного всесвіту Marvel; роль Джеймса Роудса знову зіграє Дон Чідл. Переговори про появу у фільмі веде актор Кларк Грегг, який раніше грав роль Філа Колсон.

## Знімання
Знімання розпочали 22 травня 2012 року в США в місті Вілмінгтон (Північна Кароліна) і влітку продовжили в Китаї. На зніманні Джеймс Бедж Дейл був помічений в костюмі схожому на броню Залізного патріота. У результаті з'ясувалося, що це був дублер Дона Чідла в оновленому костюмі воїна. Перший трейлер фільму вийшов 23 жовтня 2012.

## Сприйняття

### Критика
Фільм отримав позитивні відгуки: Rotten Tomatoes дав оцінку 78 % на основі 238 відгуків від критиків (середня оцінка 7,0/10) і 83 % від глядачів із середньою оцінкою 4,1/5 (145,968 голосів), Internet Movie Database — 7,8/10 (96 443 голоси), Metacritic — 62/100 (43 відгуки критиків) і 6,5/10 від глядачів (393 голоси).
Анна Купінська в «Українська правда. Життя» поставила фільму 4,8/5, сказавши, що «сама картина — чистий і захопливий атракціон. Старк боротиметься з ворогами і на суші, і у небі, і на воді, його протистояння із бізнесменом-науковцем Олдрічем Кіліаном перетвориться на правдиве детективне розслідування із несподіваним фіналом, а у фінальній битві „добра та зла“ візьме участь ледь не дюжина „залізних людей“. „Залізна людина 3“ має ще й політичне послання, стверджуючи, що за діяльністю „бородатих“ терористів часто ховаються інтереси когось зі „своїх“, тож шукати ворога краще не зовні, а в середині країни.».

### Касові збори
Під час показу у США, що почався 3 травня 2013 року, фільм показали у 4,253 кінотеатрах і він зібрав $174,144,585, що на той час дозволило йому стати другим, після Месників, найбільш касовим фільмом першого вікенду в Північній Америці за весь час. Остаточні збори стрічки: $408,992,272 у американському прокаті та $805,700,000 за межами Північної Америки. Сукупно, третій фільм франшизи зібрав $1,214,692,272, при бюджеті у $200 млн.
Під час показу в Україні, що стартував 2 травня 2013 року, протягом першого тижня фільм показали у 129 кінотеатрах і він зібрав $1,377,169, що на той час дозволило йому зайняти 1 місце серед усіх прем'єр. Загалом, в українському прокаті фільм зібрав $3,290,686.